# Championnats de France d'athlétisme 2004
Navigation
Championnats 2003 Championnats 2005
Les Championnats de France d'athlétisme 2004 ont eu lieu du 16 au 18 juillet 2004 au Stade municipal Jean Adret de Sotteville-lès-Rouen.

## Palmarès
| Discipline        | Hommes            | Hommes          | Femmes               | Femmes          |
| ----------------- | ----------------- | --------------- | -------------------- | --------------- |
| 100 m             | Aimé-Issa Nthepe  | 10 s 33         | Christine Arron      | 10 s 95         |
| 200 m             | Leslie Djhone     | 20 s 67         | Christine Arron      | 22 s 67         |
| 400 m             | Marc Raquil       | 46 s 21         | Solen Desert         | 51 s 61         |
| 800 m             | Nicolas Aissat    | 1 min 49 s 06   | Élisabeth Grousselle | 2 min 01 s 37   |
| 1 500 m           | Bouabdellah Tahri | 3 min 45 s 05   | Latifa Essarokh      | 4 min 09 s 49   |
| 5 000 m           | Mokhtar Benhari   | 13 min 48 s 51  | Christelle Daunay    | 15 min 55 s 42  |
| 20 km marche      | Denis Langlois    | 1 h 24 min 38 s | Tatiana Denize       | 1 h 36 min 21 s |
| 100 m haies       | -                 | -               | Reina-Flor Okori     | 12 s 71         |
| 110 m haies       | Ladji Doucouré    | 13 s 35         | -                    | -               |
| 400 m haies       | Naman Keita       | 49 s 45         | Sylvanie Morandais   | 57 s 06         |
| 3 000 m steeple   | Gaël Pencreach    | 8 min 27 s 96   | Élodie Olivares      | 9 min 48 s 81   |
| Saut en longueur  | Salim Sdiri       | 8,23 m          | Nadine Caster        | 6,54 m          |
| Triple saut       | Karl Taillepierre | 17,16 m         | Amy Zongo            | 13,77 m         |
| Saut en hauteur   | Grégory Gabella   | 2,21 m          | Gaëlle Niaré         | 1,89 m          |
| Saut à la perche  | Nicolas Guigon    | 5,60 m          | Vanessa Boslak       | 4,40 m          |
| Lancer du poids   | Yves Niaré        | 18,22 m         | Laurence Manfredi    | 18,63 m         |
| Lancer du disque  | Jean-Claude Retel | 60,77 m         | Mélina Robert-Michon | 59,37 m         |
| Lancer du marteau | Christophe Epalle | 76,95 m         | Manuela Montebrun    | 71,60 m         |
| Lancer du javelot | David Brisseault  | 77,88 m         | Bina Ramesh          | 55,20 m         |
| Décathlon         | Gaëtan Blouin     | 7 576 pts       | -                    | -               |
| Heptathlon        | -                 | -               | Julie Martin         | 5 876 pts       |